# نيكي غلاسر
نيكي غلاسر (بالإنجليزية: Nikki Glaser)‏ هي مدونة صوتية وممثلة أمريكية، ولدت في 1 يونيو 1984 في الولايات المتحدة.

## أعمال

### أفلام
- (2015) كارثة

## وصلات خارجية
- نيكي غلاسر على موقع IMDb (الإنجليزية)
- نيكي غلاسر على موقع ميوزك برينز (الإنجليزية)
- نيكي غلاسر على موقع ديسكوغز (الإنجليزية)
- نيكي غلاسر على موقع قاعدة بيانات الفيلم (الإنجليزية)